# Saint-Maur (Indre)
Saint-Maur és un municipi francès, situat al departament de l'Indre i a la regió de Centre – Vall del Loira. L'any 2007 tenia 3.398 habitants.

## Demografia

### Població
El 2007 la població de fet de Saint-Maur era de 3.398 persones. Hi havia 1.112 famílies, de les quals 252 eren unipersonals (112 homes vivint sols i 140 dones vivint soles), 428 parelles sense fills, 368 parelles amb fills i 64 famílies monoparentals amb fills.
La població ha evolucionat segons el següent gràfic:
Habitants censats

### Habitatges
El 2007 hi havia 1.223 habitatges, 1.124 eren l'habitatge principal de la família, 24 eren segones residències i 75 estaven desocupats. 1.027 eren cases i 192 eren apartaments. Dels 1.124 habitatges principals, 790 estaven ocupats pels seus propietaris, 294 estaven llogats i ocupats pels llogaters i 40 estaven cedits a títol gratuït; 22 tenien una cambra, 34 en tenien dues, 161 en tenien tres, 394 en tenien quatre i 513 en tenien cinc o més. 885 habitatges disposaven pel capbaix d'una plaça de pàrquing. A 435 habitatges hi havia un automòbil i a 627 n'hi havia dos o més.

### Piràmide de població
La piràmide de població per edats i sexe el 2009 era:
| Homes | Edats   | Dones |
| ----- | ------- | ----- |
| 8     | 95 o +  | 36    |
| 16    | 90 a 94 | 76    |
| 48    | 85 a 89 | 108   |
| 40    | 80 a 84 | 72    |
| 52    | 75 a 79 | 96    |
| 52    | 70 a 74 | 56    |
| 88    | 65 a 69 | 76    |
| 80    | 60 a 64 | 88    |
| 124   | 55 a 59 | 60    |
| 112   | 50 a 54 | 124   |
| 152   | 45 a 49 | 100   |
| 136   | 40 a 44 | 96    |
| 188   | 35 a 39 | 116   |
| 156   | 30 a 34 | 132   |
| 96    | 25 a 29 | 68    |
| 36    | 20 a 24 | 72    |
| 92    | 15 a 19 | 76    |
| 92    | 10 a 14 | 60    |
| 96    | 5 a 9   | 84    |
| 64    | 0 a 4   | 52    |

## Economia
El 2007 la població en edat de treballar era de 2.206 persones, 1.499 eren actives i 707 eren inactives. De les 1.499 persones actives 1.412 estaven ocupades (760 homes i 652 dones) i 87 estaven aturades (31 homes i 56 dones). De les 707 persones inactives 210 estaven jubilades, 108 estaven estudiant i 389 estaven classificades com a «altres inactius».

### Ingressos
El 2009 a Saint-Maur hi havia 1.106 unitats fiscals que integraven 2.687 persones, la mediana anual d'ingressos fiscals per persona era de 19.653 €.

### Activitats econòmiques
Dels 239 establiments que hi havia el 2007, 2 eren d'empreses extractives, 3 d'empreses alimentàries, 1 d'una empresa de fabricació de material elèctric, 1 d'una empresa de fabricació d'elements pel transport, 7 d'empreses de fabricació d'altres productes industrials, 34 d'empreses de construcció, 108 d'empreses de comerç i reparació d'automòbils, 10 d'empreses de transport, 12 d'empreses d'hostatgeria i restauració, 2 d'empreses d'informació i comunicació, 11 d'empreses financeres, 14 d'empreses immobiliàries, 14 d'empreses de serveis, 11 d'entitats de l'administració pública i 9 d'empreses classificades com a «altres activitats de serveis».
Dels 48 establiments de servei als particulars que hi havia el 2009, 1 era una oficina de correu, 10 tallers de reparació d'automòbils i de material agrícola, 3 paletes, 7 guixaires pintors, 4 fusteries, 5 lampisteries, 4 empreses de construcció, 3 perruqueries, 8 restaurants, 2 agències immobiliàries i 1 saló de bellesa.
Dels 52 establiments comercials que hi havia el 2009, 1 era, 1 un hipermercat, 3 grans superfícies de material de bricolatge, 2 fleques, 1 una fleca, 1 una peixateria, 13 botigues de roba, 6 botigues d'equipament de la llar, 4 sabateries, 1 una sabateria, 10 botigues de mobles, 2 botigues de material esportiu, 3 botigues de material de revestiment de parets i terra, 2 drogueries, 1 una perfumeria i 1 una joieria.
L'any 2000 a Saint-Maur hi havia 35 explotacions agrícoles que ocupaven un total de 2.584 hectàrees.

## Equipaments sanitaris i escolars
El 2009 hi havia 1 hospital de tractaments de mitja durada (seguiment i rehabilitació), 1 un hospital de tractaments de llarga durada, 1 psiquiàtric i 1 farmàcia.
El 2009 hi havia 1 escola maternal i 1 escola elemental.

## Poblacions més properes
El següent diagrama mostra les poblacions més properes.